# Ronda de la Comunicación (metropolitana di Madrid)
Ronda de la Comunicación è una stazione della linea 10 della metropolitana di Madrid. Si trova sotto alla Ciudad de las Comunicaciones, nuovo business park della compagnia di telecomunicazioni Telefónica, nel distretto Fuencarral-El Pardo di Madrid. La suddetta compagnia ha finanziato la costruzione della stazione, che viene utilizzata dai suoi dipendenti per raggiungere gli uffici.

## Storia
La stazione fu inaugurata il 26 aprile 2007 come parte del progetto di ampliamento della linea 10 che prende il nome di MetroNorte, volto a dare servizio ai comuni di Alcobendas e San Sebastián de los Reyes.

## Accessi
Vestibolo Ronda de la Comunicación
- Maestro Mateo Calle Maestro Mateo
- Ascensor (Ascensore) Calle Maestro Mateo